# Katrineholms församling
Katrineholms församling var en församling i Strängnäs stift och i Katrineholms kommun i Södermanlands län. Församlingen uppgick 2002 i Katrineholm-Stora Malms församling. 

## Administrativ historik
Församlingen bildades 1961 genom en utbrytning ur Stora Malms församling och var till 1962 annexförsamling i pastoratet Stora Malm och Katrineholm, för att därefter utgöra ett eget pastorat. År 1995 utbröts Nävertorps församling och församlingen bildade ett gemensamt pastorat med Stora Malms församling. Församlingen uppgick 2002 i Katrineholm-Stora Malms församling.

## Organister
| Verksam   | Namn        | Levnadstid | Övrigt  |
| --------- | ----------- | ---------- | ------- |
| 1961–1964 | Knut Sitell |            |         |
| 1964      | –           | –          | Vakant. |

## Kyrkor
- Katrineholms kyrka
- Sandbäckskyrkan

## Församlingshistorik
I Katrineholm byggdes ett församlingshem i anslutningen till kyrkan 1957. År 1966 tillkom Nävertorpskyrkan, som i början var en stadsdelskyrka, och 1972 byggdes Sandbäcksgården. I samband med kommunsammanslagningen 1971 anslöts Katrineholms församling till den då nybildade Katrineholms kyrkliga samfällighet.
Den 1 januari 1995 delades gamla Katrineholms församling i två församlingar. Den ena – med Katrineholms kyrka och Sandbäcksgården – behöll namnet Katrineholms församling. Den andra – med Nävertorpskyrkan som centrum – fick namnet Nävertorps församling. 
I mitten av 1920-talet upplät dåvarande Stora Malms kommun ett markområde kring torpet Jordvalstorp vid Djulösjön till den kyrkliga ungdomskretsen i Katrineholm. I slutet på 1950-talet flyttade Katrineholms församling ett hus, som legat bredvid Katrineholms kyrka, till Jordvalstorp och i början på 1960-talet övergick driften av sommarhemmet till församlingen. Efter delningen av Katrineholms församling 1995 delades driften av sommarhemmet med den nya Nävertorps församling.